# San José de Ocoa (província)
San José de Ocoa és una província de la República Dominicana, i també el nom de la ciutat de la seva capital. Es va separar de Peravia l'1 de gener de 2000. Les estadístiques i mapes publicats generalment inclouen aquesta província a l'antiga, més gran, Peravia.
La província, a partir del 20 de juny del 2006, es divideix en els següents municipis i districtes municipals dins d’ells:
- Rancho Arriba
- Sabana Larga
- San José de Ocoa, districtes municipals: El Pinar, La Ciénaga i Nizao-Las Auyamas

Taula dels municipis amb dades de població segons el cens del 2012:
| Nom              | Població total | Població urbana | Població rural |
| ---------------- | -------------- | --------------- | -------------- |
| Rancho Arriba    | 12.586         | 3.985           | 8.601          |
| Sabana Larga     | 12.698         | 7.693           | 5.005          |
| San José de Ocoa | 57.174         | 42.281          | 14.893         |
| Total província  | 82.458         | 53.959          | 28.499         |